# Билал, Мохамед Гариб
Мохамед Гариб Билал (Mohamed Gharib Bilal; род. 6 февраля 1945, Занзибар, Занзибар) — танзанийский учёный и политик, главный министр Занзибара в 1995—2000 годах и вице-президент Танзании в 2010—2015 годах. По профессии физик-ядерщик, занимал пост постоянного секретаря в Министерстве науки, технологии и высшего образования с 1990 по 1995 год.

## Биография

### Научная карьера
Учась в высшей школе имени Лумумбы в Занзибаре, получил стипендию для изучения физики и математики в Говардском университете в Вашингтоне. Окончив тот 1967 году, затем получил в Калифорнийском университете в Беркли степень магистра в 1969 году и докторскую степень в области физики в 1976 году. Вернувшись в том же году в Танзанию, начал преподавать физику в Университете Дар-эс-Салама. В 1983 году был избран заведующим кафедрой ядерной физики.
В 1988 году был назначен деканом факультета естественных наук в Университете Дар-эс-Салама и оставался в должности до 1990 года, когда его назначили постоянным секретарём в Министерстве науки, технологии и высшего образования. Среди прочего, выступил инициатором проведения на Занзибаре научных лагерей для молодёжи.

### Политическая карьера
В 1995 году Мухаммед Гариб Билал был назначен главным министром Революционного правительства Занзибара, занимая эту должность до 2000 года.
Доктор Билал также занимал разные должности в правящей социалистической партии Чама Ча Мапиндузи, с 1995 года входил в её ЦК. С 2010 по 2015 год был вице-президентом Танзании при президенте Джакайя Киквете.